# Pirej
Pirej (grško Πειραιάς Pireas, starogrško Πειραιεύς, Peiraieús) je pristaniško mesto v regiji Atika, Grčija. Leži v urbanem območju Aten, 12 km  jugozahodno od njenega središča (občina Atenah) ob vzhodni obali Saronskega zaliva.
Po podatkih popisa je imel Pirej leta 2011 163.688 prebivalcev znotraj upravnih meja, kar je četrta največja občina v Grčiji in druga največja v mestnem območju grškega glavnega mesta za občino Atene. Občina Pirej in več drugih primestnih občin v območni enoti Pirej sestavljajo metropolitansko območje s 448.997 prebivalci.
Pirej ima dolgo zgodovino, ki sega v antično Grčijo. Mesto se je v glavnem razvilo v začetku 5. stoletja pred našim štetjem, ko je bilo izbrano kot pristaniško mesto antičnih Aten in se je preoblikovalo v prototipno pristanišče, ki se osredotoča na celoten uvoz in tranzit atenske trgovine. Zato je postal glavno pristanišče antične Grčije, a je postopoma njegov pomen upadel po 4. stoletju našega štetja. Ponovno je zrasel v 19. stoletju, zlasti po ustanovitvi Aten kot glavnega mesta Grčije. V sodobnosti je postal Pirej veliko mesto in sestavni del Aten, ki je največje pristanišče v državi in ima vse značilnosti velikega morskega in trgovinsko-industrijskega središča.
Pristanišče Pirej je glavno pristanišče v Grčiji, največje potniško pristanišče v Evropi, in drugo največje na svetu, ki ima približno 20 milijonov potnikov letno. S pretokom 1,4 milijona TEU se Pirej uvršča med prvih deset pristanišč v kontejnerskem prometu v Evropi in je največje kontejnersko pristanišče v vzhodnem Sredozemlju. Mesto je gostilo poletne olimpijske igre 1896 in 2004 v Atenah.

## Zgodovina

### Antično in srednjeveško obdobje
Pirej, v grobem pomeni "kraj nad prehodom", je bil naseljen že v 26. stoletju pred našim štetjem.  V prazgodovini je bil Pirej skalnat otok, sestavljen iz strmega hriba Munihija (86 m visok), danes Kastela, in je bil priključen kopnemu z nizko ležečim delom zemljišča, ki je bil večino leta poplavljen z morsko vodo in se je uporabljal kot soline. Zato je bil imenovan Halipedon, kar pomeni "polje soli" in njegova blatna tla so bila prehod. V stoletjih je bilo območje vedno bolj zamuljeno in poplave so prenehale, tako je v zgodnji klasični antiki postal prehod čez zemljišče varen in stalen. V antični Grčiji je Pirej prevzel pomen s svojimi tremi globokomorskimi pristanišči, glavno je bilo Kantar, dve manjši Zea in Munihija, ki so postopoma nadomestila starejše in plitvo pristanišče Faleron, ki se ni več uporabljalo.
V poznem 6. stoletju pred našim štetjem je območje postalo zanimivo zaradi svojih prednosti. Leta 511 pred našim štetjem je hrib Munihija obzidal Hipias (Pejzistratov sin), tiran iz Aten. Štiri leta pozneje je Pirej po Klejstenovem sklepu postal dema (upravna enota) Atike. Leta 493 pred našim štetjem je Temistokles začel graditi obzidje. Pozneje je svetoval Atencem, naj izkoristijo strateške zmožnosti svojega naravnega pristanišča namesto peščenega zaliva Faleron.  Leta 483 pred našim štetjem je bil sedež atenske flote prenesen v Pirej. Atensko ladjevje je igralo ključno vlogo v bitki pri Salamini proti Perzijcem leta 480 pred našim štetjem. Od takrat je bil Pirej trajno uporabljen kot sedež mornarice. Po drugem perzijskem vdoru v Grčijo je Temistokles utrdil tri pristanišča v Pireju in zgradil ladijske hiše (neosoikoi);  Temistoklovo obzidje je bilo končano 471 pred našim štetjem in tako je Pirej postal veliko vojaško in trgovinsko pristanišče. Mestna utrdba je bila pozneje pod Kimonom in Periklom okrepljena z gradnjo Dolgega zidu, s katerim je bil Pirej povezan z Atenami. Medtem je bil Pirej obnovljen po znamenitem načrtu omrežja arhitekta Hipodama iz Mileta, ki je znan kot Hipodamov načrt. Po njem se je imenovala tudi glavna agora v mestu. Pirej je cvetel in postal pristanišče z visoko stopnjo varnosti in mnogimi gospodarskimi dejavnostmi ter živahno mesto.
Med peloponeško vojno je Pirej nazadoval. V drugem letu vojne so se v mestu pojavili prvi primeri atenske kuge.  Leta 404 pred našim štetjem je špartanska flota pod vodstvom Lizandra blokirala Pirej, nato zasedla Atene, odpravila Atiško-delsko pomorsko zvezo in končala vojno. Pirej je imel tako usodo kot Atene, saj so bili nanj besni Špartanci, mestni zidovi in dolgo obzidje so bili porušeni. Atensko ladjevje se je predalo zmagovalcem in nekatere trireme so pogorele, medtem ko so bile ladijske hiše porušene. Tako uničeno in nezavarovano pristaniško mesto ni moglo tekmovati z uspešnim Rodosom, ki je nadzoroval trgovino. Leta 403 pred našim štetjem je Munihijo zasedel Trazibul. V bitki pri Munihiji so Filijci premagali 30 tiranov iz Aten, a v naslednji bitki za Pirej so izgnance iz Fil premagale špartanske sile.
Po ponovni uvedbi demokracije je leta 393 pred našim štetjem Konon obnovil obzidje, zgradil tempelj Afrodite Evploje in svetišče Zevsa Sotira in Atene, znamenito Skevoteko (arzenal) v Filonu, ruševine, ki so jih odkrili pri pristanišču  Zea. Pirej je bil rekonstruiran v času Aleksandra Velikega, vendar je Rimljan Lucij Kornelij Sula leta 86 pred našim štetjem zajel in popolnoma uničil Pirej. Uničenje je bilo popolno leta 395 n. št. po prihodu Gotov, ki jih je vodil pod Alarik I. in tako obdobje je trajalo 15 stoletij. V bizantinskem obdobju je pristanišče Pirej občasno uporabljala bizantinska flota, vendar je bilo predaleč od glavnega mesta Konstantinopla.
V srednjem veku so Benečani pristanišče imenovali "pristanišče Sitines" (to pomene Atene) in v 14. stoletju se lev prvič pojavi po veličastnem antičnem kipu leva. Pirejski lev je stal pri vhodu v pristanišče. Pozneje je postalo Porto Leone (Πόρτο Λεόνε).  Prav tako se je imenoval tudi Porto Drako (Πόρτο Δράκο) po grško, "drako" pomeni ne le "kačo", ampak katero koli pošast.

### Otomansko obdobje
Ko je leta 1456 Pirej zavzelo otomansko cesarstvo, je postalo znano kot Aslan Liman "Levje pristanišče", kar je prevod beneškega imena.
Pirejskega leva je leta 1687 Francesco Morosini ob pohodu proti Atenam (del morejske vojne) odnesel v beneški Arzenal, kjer stoji še danes. Kopija levjega kipa je na ogled v Arheološkem muzeju v Pireju.
Pod otomansko vladavino, še posebej pred začetkom grške vojne za neodvisnost, je bil Pirej večinoma zapuščen, razen samostana sv. Spiridona (1590) in carinarnice. Le občasno je bil uporabljen kot trgovsko pristanišče. Čeprav so bili lastniki številnih zemljišč Atenci, niso živeli na tem območju.
Dva neuspešna poskusa, da bi ustvarili novo mesto, sta bila: prvič leta 1792, ko so nameravali preseliti prebivalstvo iz Hidre, in drugič med grško vojno za neodvisnost leta 1825 z namestitvijo ljudi iz Psare. Vse do leta 1829 ni bilo stalno naseljenih prebivalcev na tem območju. Pirej se je sprva razvil v majhno mestece z nekaj stanovanji, bil je daleč od svoje slavne preteklosti, in njegovo prebivalstvo so sestavljali večinoma ribiči.

### Sodobnost
Z ustanovitvijo sodobne grške države in razglasitvijo Aten kot glavnega mesta leta 1832, ko se je pristanišče še vedno imenovalo Πόρτο Λεόνε ("Porto Leone") ali Πόρτο Δράκο ("Porto Draco"), je ponovno dobilo razlog za rast. Začelo se je razvijati v trgovsko in industrijsko središče. Priseljenci so prihajali večinoma z egejskih otokov. Izdelan je bil mestni načrt in odobril ga je kralj Oto, vendar ni bil v celoti izpolnjen, saj je bil za tiste čase prenapreden. 
Občina je bila ustanovljena leta 1835 in oživila staro ime "Pirej".  Po peticiji nove in nastajajoče uspešne buržoazije so bile občinske volitve za izvolitev župana mesta Kiriakosa Serfiotisa iz Hidre. Pirej je imel takrat okoli 300 prebivalcev.
Pirej je kmalu postal vodilno pristanišče in drugo največje mesto v Grčiji. S svojo geografsko lego in bližino grške prestolnice je pritegnil ljudi iz vse države. Številni dogodki so prispevali k razvoju mesta. Med njimi so bili gradnja železnice Atene–Pirej leta 1869, industrijski razvoj območja leta 1860 in gradnja Korintskega prekopa leta 1893. Novogradnje za pokrivanje potreb te rasti so bile izobraževalne ustanove, cerkve, Mestna hiša, Glavni trg, Pošta in dobrodelne ustanove; pristanišče je bilo tudi dopolnjeno in posodobljeno s poglabljanjem dna, gradnjo Kraljevega pristanišča, Trumba Pier, in pomolov do območja carinarnice, začetek gradbenih del na zunanjih pomolih in dokončanje suhih dokov. Ob koncu 19. stoletja je v Pireju živelo že 51.020 ljudi.
Ustanovitev pristaniškega odbora leta 1911, ki je nadzoroval dela pri gradnji in vzdrževanju pristanišča, in pirejske pristaniške uprave leta 1930, je pripomogla k učinkovitejšemu delu in upravljanju pristanišča in naraščanju prometa. V mestu so bile postavljene neoklasične zgradbe; ena izmed njih, ki še danes krasi mesto, je Mestno gledališče Pirej. Je odličen primer neoklasične arhitekture tega območja. Po odločilnem obdobju za Grčijo leta 1912–1922 je Pirej doživel demografsko eksplozijo, prebivalstvo se je skoraj podvojilo in leta 1928 doseglo številko 251.659. Povečanje dolguje prihodu grških beguncev iz Male Azije po grško-turški vojni in maloazijski katastrofi. Povečalo se je število delovne sile, pojavile so se različne socialne težave in novi prebivalci so se naselili v predmestju starega mesta, kot so Nikaja, Keratsini, Drapetsona in Koridalos.
Vključenost Grčije v drugo svetovno vojno je bil velik korak nazaj pri napredku mesta. Po vojni je mesto še enkrat začelo svoj razvoj, ko sta bili popravljeni pristanišče in mesto ter nastajali novi dodatki po letu 1955. Pirej je zdaj tretja največja občina v Grčiji; mesto s svojimi predmestji sestavlja mestno območje Pireja, ki je vključeno v mestno območje Aten, tako da je Pirej sestavni del grške prestolnice. Pristanišče je zdaj pomembno mednarodno pristanišče in največje v državi.

## Geografija
Pirej leži v jugozahodnem delu osrednje ravnine Atike, splošno znane kot Atiška kotlina, ki je zapolnjena z atenskimi naselji. Pirej je na severozahodu omejen z goro Ajgaleo, na jugu in zahodu na Saronski zaliv, in povezan s preostalimi deli Aten na vzhodu in severovzhodu. Območje mesta leži na skalnatem polotoku, prvotno otoku, ki se ponaša s tremi naravnimi pristanišči. Poleg osrednjega, ki se je v starih časih imenovalo Kantaros, sta še vedno v uporabi manjši pristanišči na vzhodu: Zea, znana tudi kot Pasalimani, in Munihija, najmanjše od treh in znano kot Mikrolimano. Danes večje urbano območje Pireja vključuje primestna pristanišča Drapetsona, Keratsini in Perama. Osrednje pristanišče je stičišče blagovnega in potniškega ladijskega prometa, medtem ko dve manjši zadovoljita rekreativni in ribolovni del.

## Demografija
Pirej je tretja največja občina v Grčiji z uradnim številom prebivalcev 175.697 (štetje 2001). Urbana regija, ki je del večje atenske, vključuje mestno občino Pirej in šest drugih primestnih občin, ki so imele skupno 466.065 prebivalcev (v letu 2001).
Spodnja tabela prikazuje zgodovinski razvoj prebivalstva Pireja v zadnjem obdobju. 
| Leto | Število preb. v mestu | Število preb. v urbani regiji |
| ---- | --------------------- | ----------------------------- |
| 1951 | 186.088               |                               |
| 1961 | 183.957               |                               |
| 1971 | 187.458               | 439.138                       |
| 1981 | 196.389               | 476.304                       |
| 1991 | 182.671               | 456.865                       |
| 2001 | 175.697               | 466.065                       |
| 2011 | 163.688               | 448.997                       |

## Kultura

### Arheološko najdišče
Med arheološkimi najdišči v Pireju so deli starega Temistoklovega obzidja in Etioneja, pomol na vhodu v pristanišče, še vedno v dobrem stanju. Izkopavanja v Pasalimani so razkrila Skeuoteko, staro zgradbo, v kateri je bila shranjena ladijska oprema, ki jo je zasnoval arhitekt Filon. V Kasteli je mogoče najti  Sirangion, ki je bil verjetno zatočišče lokalnega junaka Siranga, in jamo Aretuza, oboje iz prazgodovine. Ruševine starodavnega mesta se vidijo v kleti stolnice Agia Triada , antično gledališče Zea je poleg Arheološkega muzeja, še vedno je mogoče videti antične ladijske hiše v Zei, Munihiji in mornarsko dvorišče Kantar.

### Bronasti kipi
Odkritje štirih bronastih kipov na gradbišču v bližini vrtov Tinanej v Pireju, 18. julija 1959, je še vedno v spominu celotne generacije kot pomembno odkritje v sodobni grški arheologiji. Kipi so zdaj razstavljeni v Pirejskem muzeju in so glavni del sodobnega arheološkega muzeja. Ob vrtanju za cevi je družba Hydrex Company naletela na bronasto roko kurosa v globini približno 1,50 metra. Izkopavanja sta začela skrbnik lokalnega muzeja Dimitrios Kalantonis in direktor Arheološke službe Jianis Papdimitriu. Odkrili so štiri kipe – arhaičnega Apolona (kuros, katerega roko so našli najprej), veliko Artemido, manjšo Artemido in Ateno v naravni velikosti. Navdušenje nad najdbo je povzročilo, da ni dovolj podatkov o podrobnostih najdb. Redke fotografije, ki so jih posneli mediji in javnost, so bile edini zapis. Več teorij je o tem, kako so kipi prišli v skrbno urejen, majhen kvadratni prostor. Ne ve se, kdaj in zakaj so bili kipi skriti, razpravljalo se je o njihovem izvoru, datumu nastanka in slogu. Po eni zgodnjih teorij so bili kipi shranjeni blizu pristanišča, ker so jih nameravali poslati v Italijo; v bližini kipov so našli tudi kovance iz obdobja vojne, zato domnevajo, da so bile kipi skriti zaradi hranjenja in nato izgubljeni, ko je bila stavba uničena. Datacija prikrivanja kipov je drugo vprašanje, saj so lahko bili pokopani kadar koli med 1. in 3. stoletjem n. št. Kip  kurosa je Apolon in datira v 5. stoletje pred našim štetjem. Drugi trije ženski kipi iz 4. stoletja pred našim štetjem kažejo drugačno, bolj človeško obliko, kar jih ločuje od starejšega spremljevalca.

### Muzeji
Pirej je sedež številnih muzejev in drugih kulturnih ustanov. Arheološki muzej Pirej prikazuje predmete iz antike, najdene na območju Pireja in širšem obalnem območju, značilnem za zgodovino in kulturo antičnega mesta. Mesto je tudi sedež Helenskega pomorskega muzeja z eksponati, ki se nanašajo na navtično tradicijo Grčije. Znani so še muzej Panosa Aravantinosa, Ladijski muzej Georgiosa Averofa in Muzej električne železnice, ki gostuje v pirejski postaji. Mestna umetnostna galerija in Mestna knjižnica, ena največjih v Grčiji, sta pomembni kulturni ustanovi.

## Pomorska industrija
Pirej je največji pomorski ladijski center Grčije, je pa tudi trgovinsko središče grškega ladijskega prometa. Večina lastnikov ladij Grčije ima tukaj svoj poslovni center, osredotočen na ulici Akti Miauli. Kot gostitelj grškega ladijskega prometa je Pirej bistveno vplival na različne grške vlade. Po drugi svetovni vojni je grška vlada poskušala nacionalizirati prihodke iz plačil zavarovalnin, danim grškim ladjarjem, ki so izgubili plovila, ker so jih zasegle zavezniške sile; zavarovanje je bilo sklenjeno pri Lloydsu v Londonu in zanj je jamčila koalicija zavezniških sil. Čeprav so grški ladjarji na koncu dobili tožbo proti grški vladi, se je zanimanje za nadaljevanje delovanja v Pireju zmanjšalo. Grški ladjarji so zapustili Pirej v korist dejavnosti v Londonu, New Yorku, Aleksandriji in drugih večjih pomorskih mestih.

### Vojaška hunta 1967
Leta 1967, ko je skupina polkovnikov uprizorila državni udar proti vladi, da bi povečali nujno potrebne prihodke, je hunta ponudila razkošne spodbude grškim lastnikom ladij, da bi svoja podjetja pripeljali nazaj v Pirej. To so bile davčne in druge spodbude, pa tudi to, da je Aristotel Onassis lahko kupil celoten otok Skorpios, kar bi sicer bila kršitev grških zakonov.

### Demokratična vlada 1974
Po hunti, ki je padla leta 1974, so zaporedne demokratične vlade ohranile deregulacijo grškega ladijskega prometa in mnogi ladjarji so ohranili komercialno poslovanje v Grčiji. Danes pa se zaradi prometnih zastojev na območju Aten in tega, da večina ladjarjev prebiva v razsipnem severnem predmestju Aten, mnogi lastniki ladij ponovno odločajo, da  premaknejo svoj sedež iz Pireja v severne Atene.

### Ladijski promet danes
Pirej je kljub temu še vedno pomembno središče za grški in mednarodni ladijski promet in s konvencijo ladijskega prometa znano kot Posidonia, privablja strokovnjake za pomorsko industrijo z vsega sveta. Pirej je danes eno največjih pristanišč v Evropi in z letno 19 milijoni potnikov tretje največje na svetu z vidika potniškega prevoza. Pirej je tretje najbolj obremenjeno pristanišče Grčije glede na tone prepeljanega blaga za pristaniščem Agioj Teodoroj in Solunom.  Osrednje pristanišče  se uporablja za trajektne poti na skoraj vsak otok v vzhodnem delu Grčije, Kreto, Kiklade, Dodekanez in otoke severnega in vzhodnega Egejskega morja, medtem ko je zahodni del pristanišča namenjen za prevoz tovora.

## Promet
Za javni prevoz skrbijo avtobusi, trolejbusi (ILPAP), Proastiakos, Električna železnica Atene-Pirej (ISAP) in atenski tramvaj.

## Znamenitosti
Mesto zaznamuje kulturna raznovrstnost. Hrib Kastela je ena najuspešnejših in privlačnejših sosesk v mestu s panoramskim pogledom na Atene in Saronski zaliv. Ima številne neoklasične dvorce, gledališče Vekejo in cerkev, posvečeno preroku Eliju, pa najbolj priljubljene zgradbe. Obalno območje Neo Faliro je bilo obnovljeno in je zelo ugledno s Stadionom miru in prijateljstva in stadionom Karaiskakis, notranjo areno in nogometnim igriščem. Mikrolimano in obala Zee, manjši pristanišči mesta, privabljajo veliko obiskovalcev s svojimi slikovitimi razgledi in živahnim nočnim življenjem, gostijo ribiške čolne, pa tudi jahte in ladje za križarjenje. Kaminija je nasprotno delavska soseska, ki še vedno ohranja tradicionalni videz zgodnejšega obdobja. Mestno gledališče v središču Pireja je bilo zgrajeno leta 1885 in je še vedno veličastna neoklasična stavba. Je nasproti pirejske stolnice v neobizantinskem slogu in je med najbolj znanimi znamenitostmi mesta.

## Pobratena mesta
Pirej je pobraten z:
| - Arhangelsk, Rusija - Baltimore, ZDA, (1982) - Batumi, Gruzija - Galaţi, Romunija - Marseille, Francija, (1984) - Odesa, Ukrajina, (1993) - Ostrava, Češka republika | - Rosario, Santa Fe, Argentina - Šanghaj, Kitajska - Sankt Peterburg, Rusija, (1965) - Varna, Bolgarija - Worcester, Massachusetts, ZDA - Vilna, Litva |

## Galerija
- Zemljevid Pireja, 1908
- Promenada s Pirejskim stolpom, zgrajenim v 70-tih
- Kopija "Pirejskega leva"
- Kastela
- Cerkev svetega Nikolaja
- Spomenik Georgiosu Karaiskakisu
- Nadhod za pešce